# Gulsiska
Gulsiska (Crithagra flaviventris) är en fågel i familjen finkar inom ordningen tättingar. Den förekommer naturligt i södra Afrika. Beståndet anses vara livskraftigt.

## Utseende och läte
Gulsiskan är en medelstor till stor (13–14 cm) fink med konformad näbb. Fjäderdräkten hos hanen varierar från nästan enhetligt gul i nordväst till streckad och med olivgrön rygg i sydost. Undersidan, övergumpen och stjärtsidorna är alla gula. Honan är gråbrun ovan, svart på vingen med gula vingpennor, ljust ögonbrynsstreck och vit, brunstreckad undersida. Arten skiljs lätt från savannsiskan genom avsaknad av svarta teckningar i ansiktet och dess näbb är mindre kraftig än andra liknande afrikanska siskor. Sången återges i engelsk litteratur som ett "zee-zeree-chereeo" och lätet "chissick" eller "cheree”.

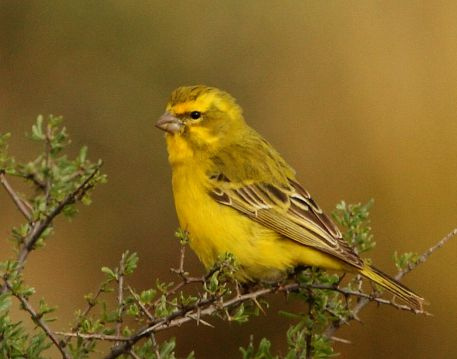

## Utbredning och systematik
Gulsiskan förekommer naturligt i södra Afrika. Arten delas in i fyra underarter med följande utbredning:
- Crithagra flaviventris damarensis – Angola, Namibia, Botswana och norra Kapprovinsen
- Crithagra flaviventris flaviventris – västra, centrala och södra Kapprovinsen till sydligaste Namibia
- Crithagra flaviventris marshalli – sydöstra Botswana, norra och centrala Sydafrika (från Norra Kapprovinsen till Limpopo, Fristatsprovinsen och norra Östra Kapprovinsen) samt Lesotho
- Crithagra flaviventris guillarmodi – höglänta områden i Lesotho

Nominatformen är även införd till öarna Sankta Helena och Ascension där den etablerat frilevande populationer.

### Släktestillhörighet
Tidigare placerades den i släktet Serinus, men DNA-studier visar att den liksom ett stort antal afrikanska arter endast är avlägset släkt med t.ex. gulhämpling (S. serinus).

## Levnadssätt
Gulsiskan är en vanlig fågel i karroo och buskmarker nära kusten eller i dalar i bergstrakter. Den bygger ett kompakt skålformat bo som placeras i en buske.

## Status
Arten har ett stort utbredningsområde och beståndet anses stabilt. Internationella naturvårdsunionen IUCN listar den därför som livskraftig (LC).